# M65 Atomic Annie

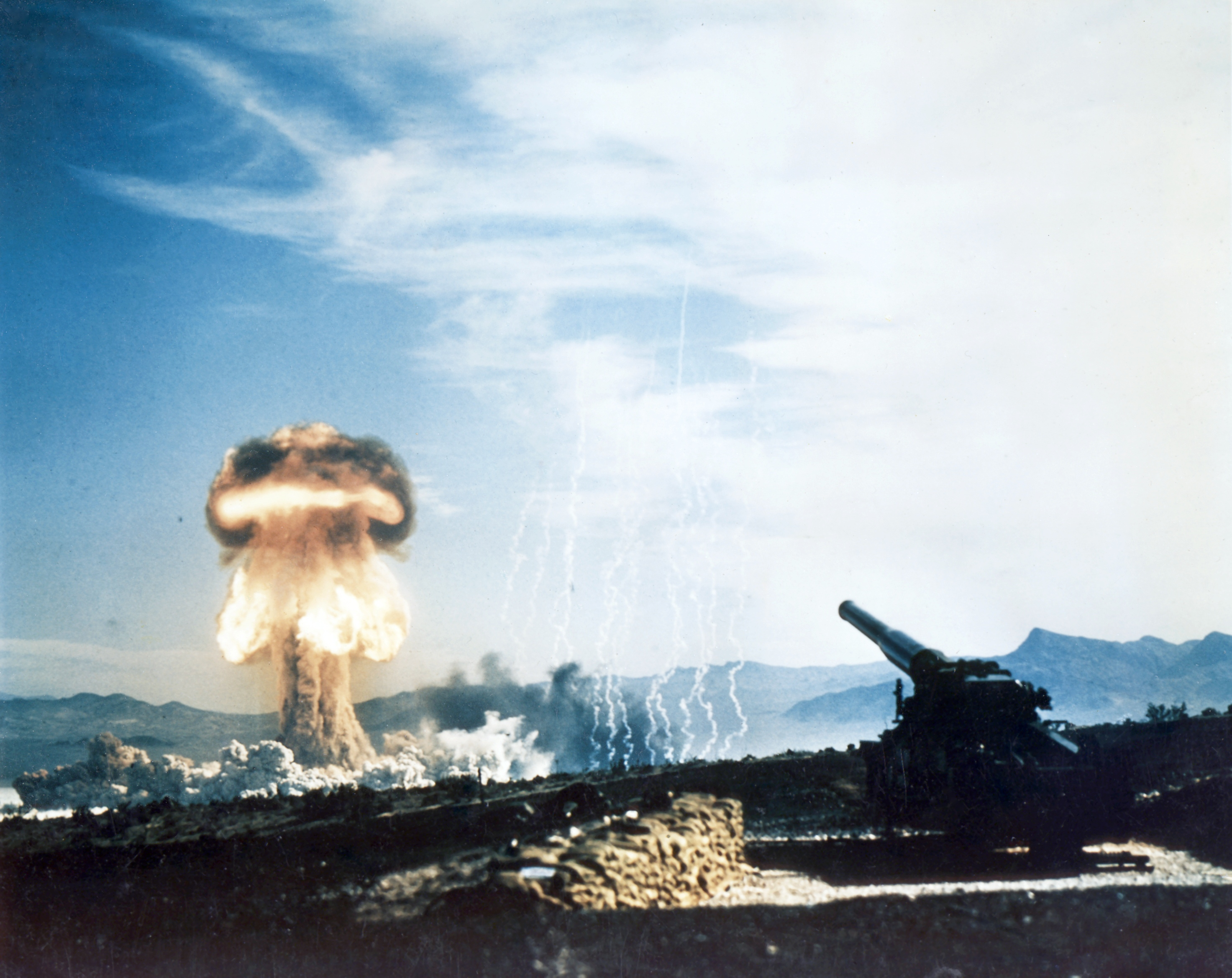
Uderzenie jądrowe wykonane przy pomocy działa M65 Atomic Annie (test wykonany w 1953 roku na poligonie atomowym Nevada Test Site)

M65 Atomic Annie – pierwsze amerykańskie działo przystosowane do strzelania amunicją jądrową.

## Historia
Prace nad działem zdolnym do wystrzelenia pocisku atomowego rozpoczęto w USA w roku 1944, ale już rok później prace przerwano z braku odpowiednio małego ładunku jądrowego. W 1949 roku postęp techniczny sprawił, że opracowanie odpowiedniego pocisku stało się możliwe i prace wznowiono. Konstrukcję działa oparto na niemieckim dziale kolejowym K5. Zachowując kaliber i konstrukcję łoża osadzono je na dwóch ciągnikach siodłowych znajdujących się na końcach działa. Przed strzałem ciągniki były odłączane, a działo osadzane na ziemi. Przeznaczony dla nowego działa ładunek atomowy o mocy 15 kiloton został skonstruowany przez zespół kierowany przez Roberta Schwartza, a kompletny pocisk opracowano w Picatinny Arsenal, wykorzystując odpowiednio powiększoną skorupę pocisku burzącego kalibru 240 mm.
Działo M65 zostało wprowadzone do uzbrojenia w 1952 roku. 25 maja 1953 roku o godzinie 8:30 czasu lokalnego na amerykańskim poligonie atomowym Nevada Test Site z działa M65 po raz pierwszy (i zarazem ostatni) wystrzelono pocisk atomowy.
W Watervliet Arsenal i Watertown Arsenal wyprodukowano 20 dział M65 (pierwszy produkował same działa, drugi łoża). Wyposażono w nie 59, 264 i 868 FA Bn (brygadę artylerii polowej). Zostały one rozmieszczone na terytorium Niemiec. W trakcie eksploatacji okazało się, że działa M65 są bronią niezawodną i posiadającą dzięki zastosowaniu amunicji jądrowej dużą siłę rażenia, lecz duże wymiary i masa działa (około 74 tony) sprawiały, że było ono trudne w transporcie. Dlatego w 1963 roku, kiedy stało się możliwe opracowanie pocisku atomowego kalibru 203 mm, możliwego do wystrzelenia z haubicy M110 SPH, działa M65 wycofano z uzbrojenia. Osiem z nich zostało zachowanych i obecnie są  eksponowane w muzeach.